# 奥莉薇·瑟尔比
奥莉薇·瑟尔比（英語：Olivia J. Thirlby，1986年10月6日—）是一位美国女演员。她最为人熟知的角色包括奥斯卡获奖影片《朱诺》（2007）中的里娅、《至暗之时》（2011）中的娜塔莉和《超時空戰警3D》（2012）中的判官安德森。2008年6月，《名利场》杂志将瑟尔比列为“好莱坞新潮流”（Hollywood's New Wave）的一员。